# Estadi de la Reunificació
L'Estadi de la Reunificació o Stade de la Réunification és un estadi poliesportiu de la ciutat de Douala, Camerun.
Principalment és utilitzat per la pràctica del futbol, essent la seu del club Union Douala. Té una capacitat per a 39.000 espectadors. Fou construït el 1972.